# Кода (Грузия)
Кода (на грузински: კოდა) е село в област Долна Картли, Югоизточна Грузия. Населението му е около 3062 души (2014).
Разположено е на 574 метра надморска височина в подножието на Малък Кавказ, на 16 километра южно от центъра на столицата Тбилиси и на 21 километра западно от Рустави. Селището се споменава за пръв път през XVII век.

## Известни личности
Родени в Кода
- Васил Барнови (1856 – 1934), писател